# 貝克斯科納 (印第安納州)
貝克斯科納（英語：Bakers Corner）是位於美國印地安納州漢密爾頓縣的一個非建制地區。該地的面積和人口皆未知。